# Parlement francophone bruxellois

Het Parlement francophone bruxellois, of officieel de l'Assemblée de la Commission communautaire française de la Région de Bruxelles-Capitale, is een volwaardige parlementaire vergadering die bestaat uit de 72 verkozen Franstalige leden van het Brussels Hoofdstedelijk Parlement. Het parlement is de tegenhanger van de Nederlandstalige Raad van de Vlaamse Gemeenschapscommissie.
De diensten van het Parlement francophone bruxellois zijn gehuisvest in de naast het Brussels Parlementsgebouw gelegen nieuwbouw aan de Lombardstraat 77.

## Geschiedenis
Als gevolg van de staatshervormingen die België hebben veranderd in een federale staat, neemt het decreten en verordeningen aan die in Brussel van toepassing zijn op publieke of private Franstalige instellingen die actief zijn in gemeenschapsaangelegenheden.
Het parlement wordt sinds juni 2024 geleid door Bertin Mampaka Mankamba (MR).

## Bevoegdheden
De decreten hebben dezelfde bevoegdheden als de wetten op met name de hulp aan de bevolking, de gezondheidszorg en de beroepsopleiding, alsook de internationale verdragen of samenwerkingsovereenkomsten die op deze gebieden zijn afgesloten.
De verordeningen worden aangenomen in zaken die betrekking hebben op cultuur en sport.